# 합헌적 법률해석
합헌적 법률해석이란 겉으로는 위헌인 것처럼 보이는 법률일지라도 헌법의 정신에 합치되도록 해석될 여지가 조금이라도 있다면 함부로 이를 위헌으로 판단할 것이 아니라 합헌으로 판단하여야 한다는 법률해석기법을 말한다.미국 연방 대법원의 1827년 Ogden v. Saunders 사건 판결을 독일 연방 헌법재판소가 수용했고, 이를 다시 대한민국 헌법재판소가 수용했다.

## 의의
법률의 개념이 다의적이고 그어의에 테두리 안에서 여러 가지 해석이 가능할 때 통일적인 법질서의 형성을 위하여 헌법에 합치되는 해석, 즉 합헌적인 해석을 택하는 법률해석기술을 뜻한다. 합헌적 법률해석은 헌법해석을 수반하나 헌법해석이 아니라 법률해석이다.

## 소극적 의미와 적극적 의미
합헌적 법률해석은 합헌적 해석의 여지를 조금이라도 가지고 있는 법률의 효력을 지속시킨다는 소극적 의미뿐 아니라 헌법정신에 맞도록 법률의 내용을 제한, 보충 또는 새로 형성한다는 적극적 의미를 가진다.

## 이론적 근거
- 법질서의 통일성 유지
- 권력분립의 정신
- 법률의 합헌성 추정의 원칙
- 국가 간의 신뢰보호

## 판례
- 합헌적 법률해석은 어떤 법률이 여러 가지 해석가능성을 가지고 있을 때 가능하면 헌법에 합치하는 방법으로 해석하여야 한다는 원칙으로, 법질서의 통일성을 유지하고 권력분립 및 민주적 입법기능을 존중하며 법적 안정성을 유지하기 위하여 필요한 해석방법이다.[2]